# روی هاچیمورا
روی هاچیمورا (انگلیسی: Rui Hachimura؛ زادهٔ ۸ فوریهٔ ۱۹۹۸) بازیکن بسکتبال اهل ژاپن است.
از باشگاه‌هایی که در آن بازی کرده‌است می‌توان به واشینگتن ویزاردز اشاره کرد.
وی در مسابقات کشوری و بین‌المللی در مجموع برندهٔ ۱ مدال برنز شده‌است.